# Leptogaster meriel
Leptogaster meriel är en tvåvingeart som beskrevs av Neal L. Evenhuis 2006. Leptogaster meriel ingår i släktet Leptogaster och familjen rovflugor.
Artens utbredningsområde är Fiji. Inga underarter finns listade i Catalogue of Life.